# والتر كيرلي
والتر كيرلي (بالإنجليزية: Walter Curley)‏ هو دبلوماسي أمريكي، ولد في 17 سبتمبر 1922 في بيتسبرغ في الولايات المتحدة، وتوفي في 2 يونيو 2016 في نيويورك في الولايات المتحدة.

## وصلات خارجية
- والتر كيرلي على موقع إن إن دي بي (الإنجليزية)